# Обыкновенная история (фильм)
«Обыкновенная история» — советский чёрно-белый художественный фильм 1960 года, снятый режиссёрами Игорем Земгано и Николаем Литусом на Киевской киностудии художественных фильмов им. А. Довженко.
Премьера фильма состоялась 22 октября 1962 года.

## Сюжет
Аня, оказавшись в незнакомом Киеве, встречает случайных знакомых, которые помогают ей адаптироваться в новом городе. Один из них, инженер Саша, провожает её на вокзал и позже приезжает в её город. Он уговаривает Аню поступить в киевский институт, что она и соглашается сделать.

## В ролях
- Александр Шворин — Саша
- Николай Крюков — Гаргантон
- Юлия Пашковская — Аня
- Лариса Шепитько — Нина
- Ольга Жизнева — Иванова
- Марта Бабкина — Оксана
- Анатолий Соловьёв — Коваль
- Иван Кононенко — эпизод
- Юрий Лавров — эпизод
- Виктор Мягкий — эпизод
- Михаил Заднепровский — эпизод
- Николай Пишванов — эпизод
- Андрей Сова — эпизод
- Лев Брянцев — эпизод
- Людмила Алфимова — эпизод
- Валентин Грудинин — эпизод

## Съёмочная группа
- Режиссёры: Игорь Земгано, Николай Литус
- Сценарист: Алексей Спешнев
- Оператор: Александр Пищиков
- Художник: Николай Резник
- Звукорежиссёр: Николай Медведев
- Композитор: Анатолий Свечников

## Критика
Критик Борис Буряк в журнале «Искусство кино» писал, что «герои фильма „Обыкновенная история“ больше напоминают американских ковбоев, чем, например, украинских рабочих, инженеров».